# Амангельди (Чингірлауський район)
Амангельди́ (каз. Амангелді) — село у складі Чингірлауського району Західноказахстанської області Казахстану. Входить до складу Ащисайського сільського округу.
Населення — 238 осіб (2021; 282 у 2009, 371 у 1999, 489 у 1989).